# Rio Seudre
O rio Seudre é um rio do departamento de Carântono-Marítimo, na França. Nasce perto de Saint-Genis-de-Saintonge e desagua no oceano Atlântico entre Marennes e La Tremblade. Tem 68,2 km de comprimento. e 777 km2 de bacia hidrográfica.
Da nascente até à foz, passa pelas seguintes comunas do departamento de Carântono-Marítimo: Saint-Genis-de-Saintonge (onde nasce), Bois, Champagnolles, Saint-Germain-du-Seudre, Virollet, Gémozac, Cravans, Saint-André-de-Lidon, Montpellier-de-Médillan, Thaims, Meursac, Corme-Écluse, Le Chay, Saint-Romain-de-Benet, Saujon e L'Éguille onde começa o seu estuário.